# 6 de julho
6 de julho é o 187.º dia do ano no calendário gregoriano (188.º em anos bissextos). Faltam 178 dias para acabar o ano.

## Eventos históricos

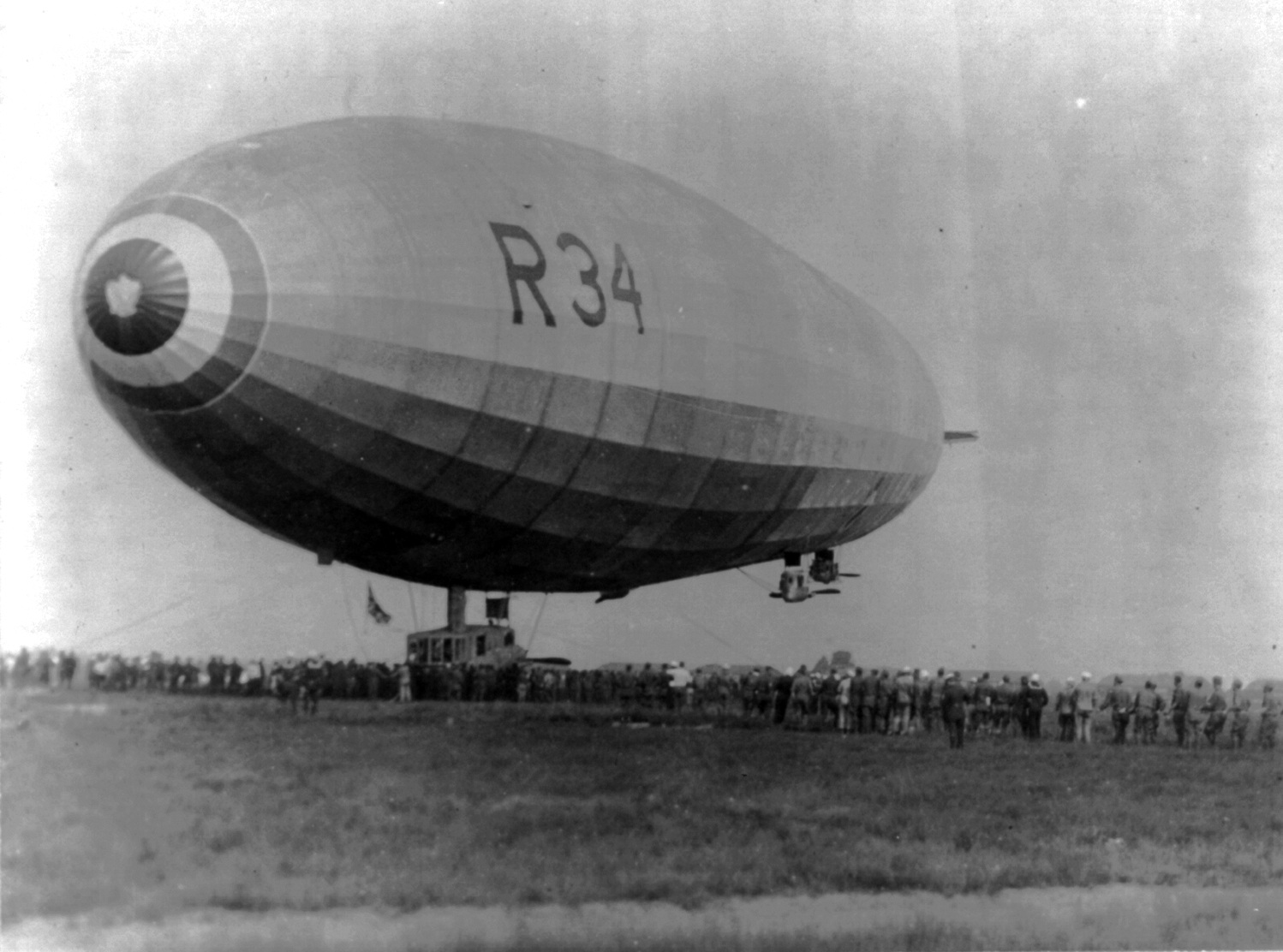
1919: O dirigível britânico R-34 completa a primeira travessia do Atlântico

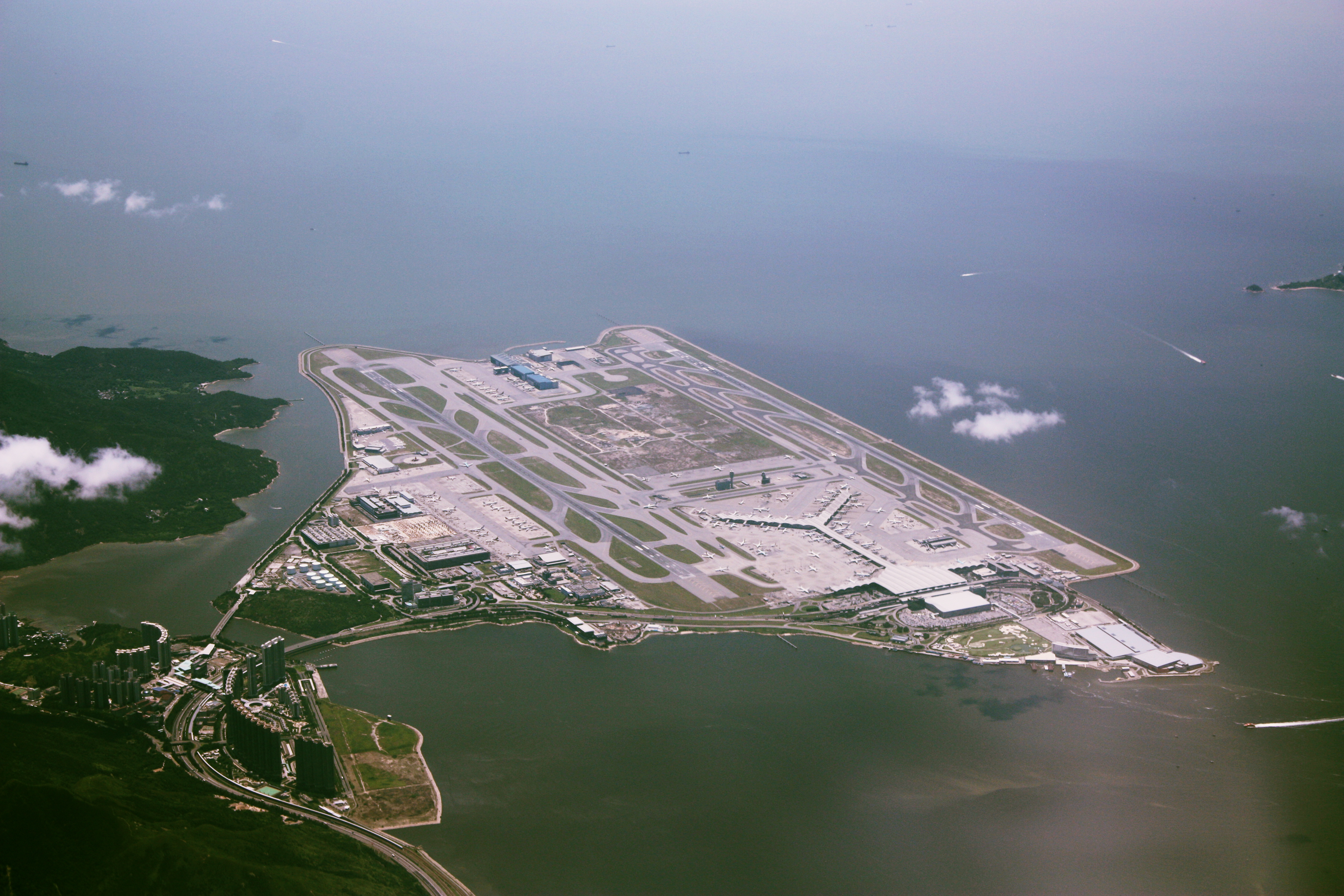
1998: Inauguração do Aeroporto Internacional de Hong Kong

- 371 a.C. — Ocorre a Batalha de Leuctra, onde Epaminondas derrotou Cleômbroto I.
- 0640 — Batalha de Heliópolis: o exército árabe muçulmano sob o comando de 'Anre ibne Alas derrota as forças bizantinas perto de Heliópolis, no Egito.
- 1253 — Mindaugas é coroado Rei da Lituânia.
- 1325 — Maomé IV torna-se o sexto sultão do Reino Nacérida, na sequência do assassinato do seu pai, Ismail I.
- 1348 — O Papa Clemente VI emite uma bula papal protegendo os judeus acusados de terem causado a Peste Negra.
- 1411 — O almirante Zheng He da China Ming retorna a Nanjing após a terceira viagem ao tesouro e apresenta o rei cingalês, capturado durante a Guerra Ming–Kotte, ao imperador Yongle.[1]
- 1415 — Jan Hus é condenado pela assembleia do conselho na catedral de Constança como herege e condenado a ser queimado na fogueira.
- 1438 — Um acordo temporário entre os camponeses rebeldes da Transilvânia e os nobres é assinado na Abadia de Kolozsmonostor.
- 1483 — Ricardo III e Ana Neville são coroados rei e rainha da Inglaterra.[2]
- 1484 — O navegador português Diogo Cão descobre a foz do rio Congo.
- 1536 — O explorador Jacques Cartier desembarca em St. Malo no final de sua segunda expedição à América do Norte. Ele retorna sem nada do ouro que esperava encontrar.[3]
- 1557 — O Filipe II da Espanha, rei consorte da rainha Maria I da Inglaterra, parte de Dover para a guerra com a França, que acabou resultando na perda da cidade de Calais, a última possessão inglesa no continente, e de Maria I nunca mais ver seu marido novamente.
- 1573 — Guerras religiosas francesas: fim do cerco de La Rochelle.
- 1614 — Ataque a Żejtun: o sudeste de Malta e a cidade de Żejtun sofrem um ataque das forças otomanas. Esta foi a última tentativa malsucedida dos otomanos de conquistar a ilha de Malta.
- 1630 — Guerra dos Trinta Anos: quatro mil soldados suecos sob o comando de Gustavo Adolfo, desembarcam na Pomerânia, Alemanha.
- 1685 — Batalha de Sedgemoor: na última batalha da Rebelião de Monmouth, as tropas do rei Jaime II derrotam as tropas de Jaime Scott, 1.º Duque de Monmouth.
- 1751 — Papa Bento XIV suprime o Patriarcado de Aquileia e estabelece a partir de seu território a Arquidiocese de Udine e Gorizia.
- 1779 — Batalha de Granada: os franceses derrotam as forças navais britânicas durante a Guerra Revolucionária Americana.
- 1791 — Em Pádua, o imperador Leopoldo II convoca os monarcas da Europa a se juntarem a ele para exigir a liberdade do rei da França Luís XVI.
- 1801 — Primeira Batalha de Algeciras: navios da Marinha francesa em menor número derrotam a Marinha Real no porto espanhol fortificado de Algeciras.
- 1809 — Segundo dia da Batalha de Wagram; A França derrota o exército austríaco na maior batalha até hoje das Guerras Napoleônicas.
- 1885 — Louis Pasteur testa com sucesso sua vacina antirrábica em Joseph Meister, um rapaz que fora mordido por um cão com raiva.
- 1892 — Três mil e oitocentos metalúrgicos estadunidenses em greve se envolvem em uma batalha de um dia inteiro com agentes de Pinkerton durante o Greve de Homestead, deixando dez mortos e dezenas de feridos.
- 1887 — David Kalākaua, monarca do Reino do Havaí, é forçado a assinar a Constituição da Baioneta, que transfere grande parte da autoridade do rei para o Legislativo do Reino do Havaí.[4]
- 1917 — Primeira Guerra Mundial: tropas árabes lideradas por T. E. Lawrence (Lawrence da Arábia) e Auda ibu Tayi derrotam os otomanos e capturam a cidade de Aqaba, na Revolta Árabe.
- 1918 — A Revolução Russa de 1918 começa com o assassinato do embaixador alemão Wilhelm von Mirbach por membros da Tcheka.
- 1919 — O dirigível britânico R-34 aterra em Nova Iorque, completando a primeira travessia do Atlântico.
- 1934 — Instituído o Instituto Nacional de Estatística (INE), que quase dois anos depois se transformaria no atual Instituto Brasileiro de Geografia e Estatística (IBGE).
- 1937 — Guerra Civil Espanhola: Batalha de Brunete: a batalha começa com as tropas republicanas espanholas indo à ofensiva contra os nacionalistas para aliviar a pressão sobre Madri.
- 1939 — A legislação antijudaica na Alemanha nazista pré-guerra fecha as últimas empresas judaicas remanescentes.
- 1941 — O exército alemão lança sua ofensiva para cercar vários exércitos soviéticos perto de Smolensk.
- 1942 — Anne Frank e sua família se escondem no "Anexo Secreto" acima do escritório de seu pai em um armazém de Amsterdã.
- 1944 — O incêndio do circo Hartford, um dos piores desastres de incêndio dos EUA, mata aproximadamente 168 pessoas e fere mais de 700 em Hartford, Connecticut.[5]
- 1947
  - O AK-47 entra em produção na União Soviética.
  - Referendo realizado em Sylhet para decidir seu destino na Partição da Índia.
- 1957 — Primeiro encontro de Paul McCartney e John Lennon na Igreja St Peter, em Liverpool, encontro que daria origem na banda britânica The Beatles.
- 1962 — Ocorre o teste nuclear Sedan como parte do Programa Plowshare.
- 1964 — Malawi declara sua independência do Reino Unido.
- 1966 — Malawi torna-se uma república, com Hastings Banda como seu primeiro presidente.
- 1967 — Guerra Civil da Nigéria: forças nigerianas invadem a Biafra, iniciando a guerra.
- 1975 — As Comores declaram independência da França.
- 1982 — Ao tentar retornar ao Aeroporto Internacional de Sheremetyevo, um Ilyushin Il-62 operando como Voo 411 Aeroflot cai perto de Mendeleyevo, Oblast de Moscou, matando todas as 90 pessoas a bordo.[6]
- 1988
  - A plataforma de perfuração Piper Alpha no Mar do Norte é destruída por explosões e incêndios. Cento e sessenta e sete trabalhadores do setor petrolífero são mortos, tornando-se o pior desastre de petróleo no mundo em termos de perda direta de vidas;
  - Brasil e China assina o CBERS programa de cooperação tecnológica para a produção de uma série de satélites de observação da Terra.
- 1995 — Na Guerra da Bósnia, sob o comando do general Ratko Mladić, a Sérvia inicia seu ataque à cidade bósnia de Srebrenica.
- 1996 — Um McDonnell Douglas MD-88 operando como voo 1288 da Delta Air Lines sofre uma falha no motor da turbina durante a decolagem do Aeroporto Internacional de Pensacola, matando duas pessoas e ferindo cinco das 147 pessoas a bordo.
- 1998 — Inauguração do Aeroporto Internacional de Hong Kong em Chek Lap Kok, Hong Kong, substituindo o aeroporto de Kai Tak como o aeroporto internacional da cidade.
- 2003 — O Radar Planetário Eupatória de 70 metros envia uma mensagem METI (Cosmic Call 2, tentativa de enviar mensagens a possíveis alienígenas) para cinco estrelas: Hip 4872, HD 245409, 55 Cancri (HD 75732), HD 10307 e 47 Ursae Majoris (HD 95128). As mensagens chegarão a essas estrelas em 2036, 2040, 2044 e 2049, respectivamente.
- 2013
  - Um Boeing 777 operando como voo Asiana Airlines 214 cai no Aeroporto Internacional de São Francisco, matando três pessoas e ferindo 181 das 307 pessoas a bordo.
  - Um trem com 73 vagões transportando petróleo e derivados descarrilou na cidade de Lac-Mégantic, Quebec e explodiu em chamas, matando pelo menos 47 pessoas e destruindo mais de 30 prédios na área central da cidade.
- 2022 — É inaugurada a rede 5G no Brasil, começando por Brasília, Distrito Federal.[7]

## Nascimentos

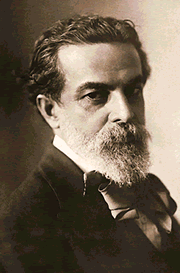
Alberto Nepomuceno

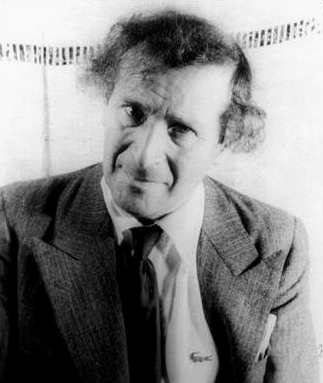
Marc Chagall

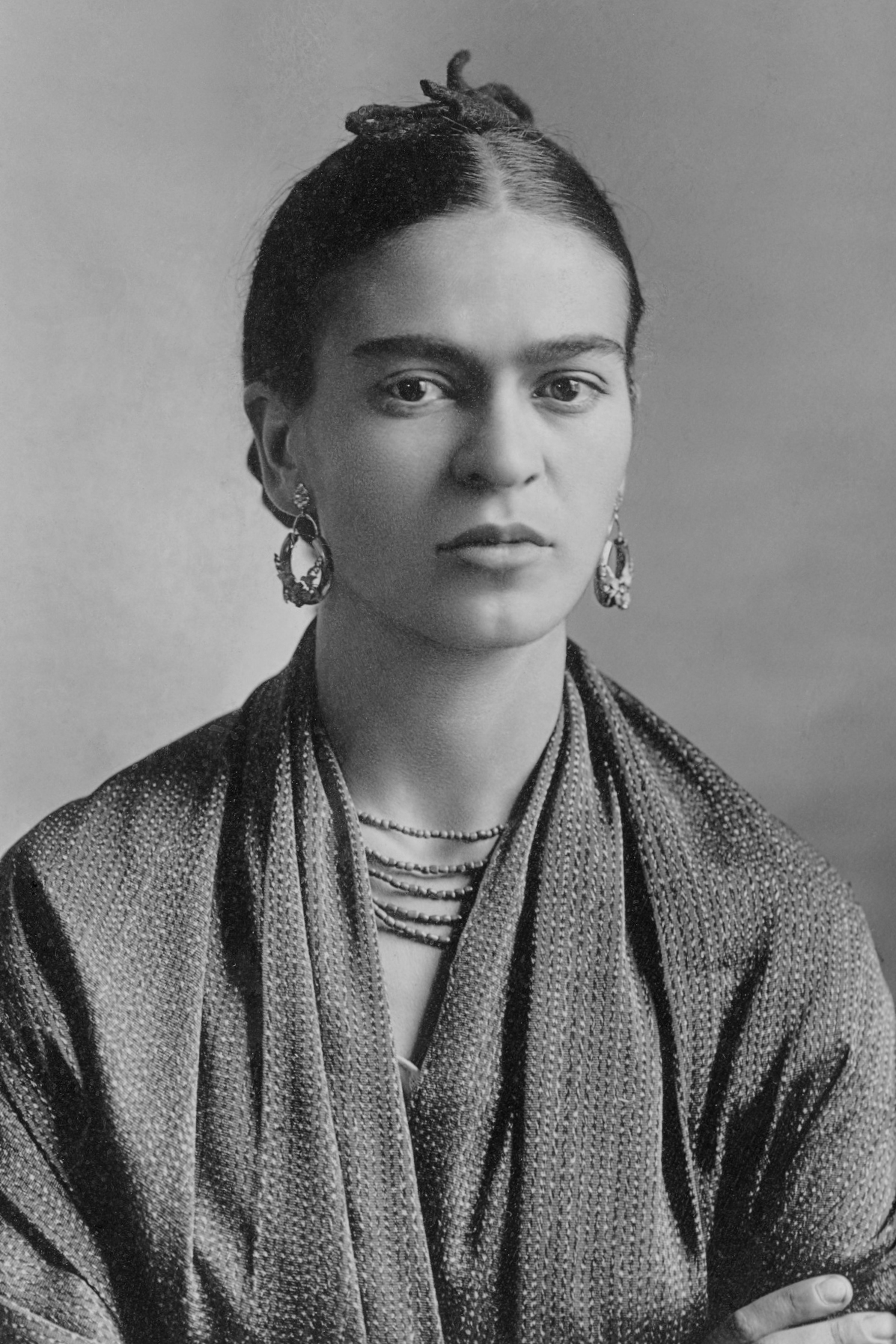
Frida Kahlo

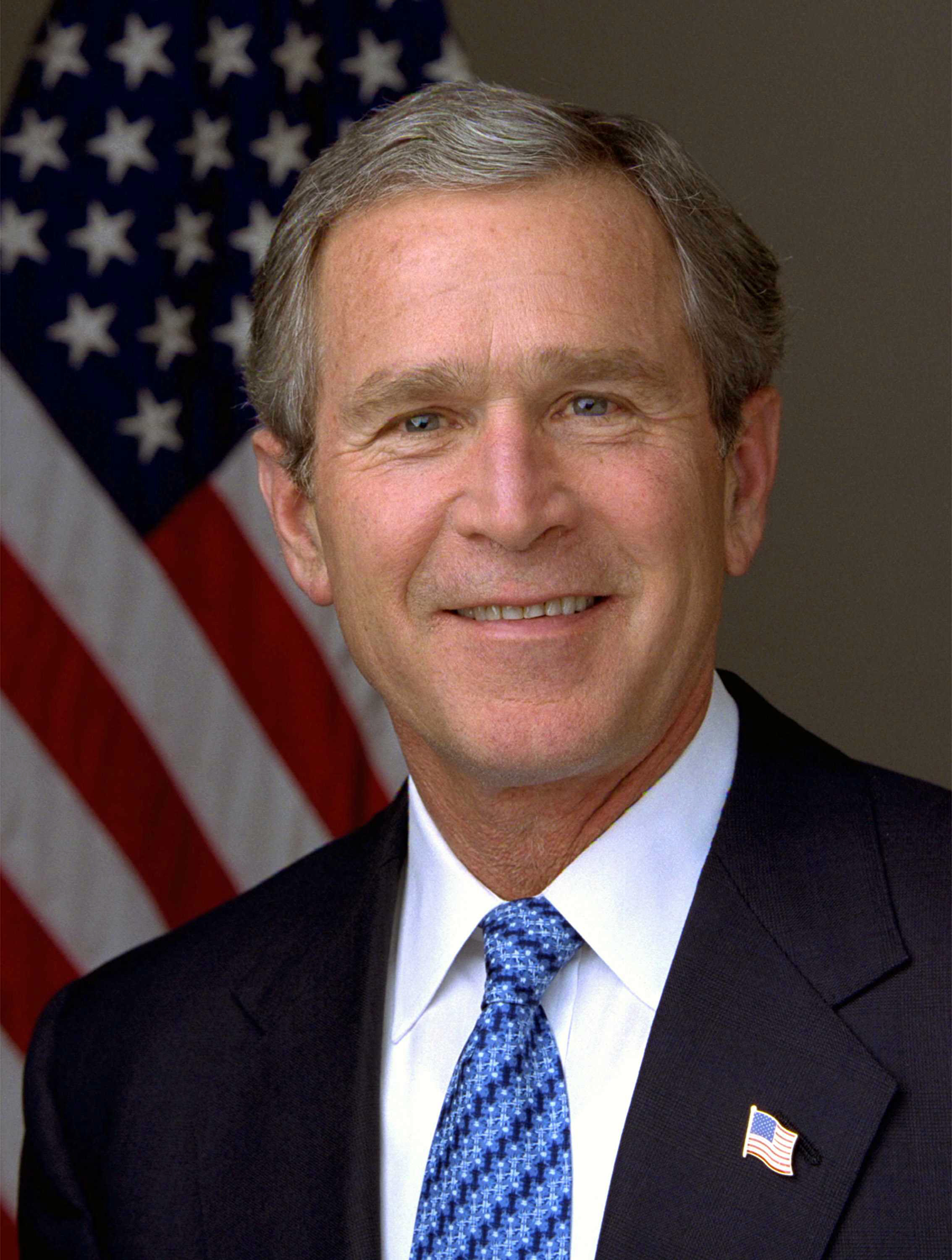
George W. Bush

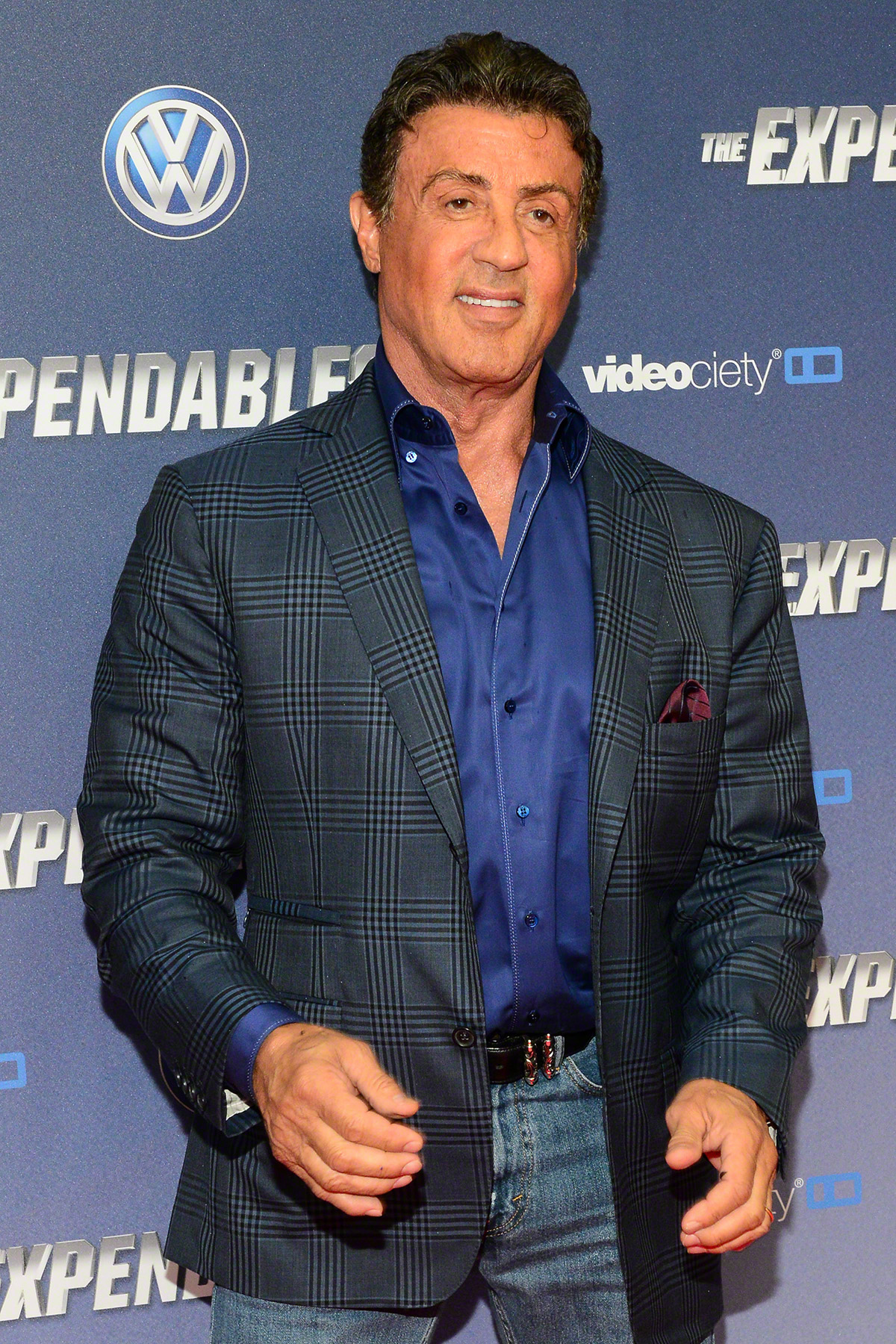
Sylvester Stallone

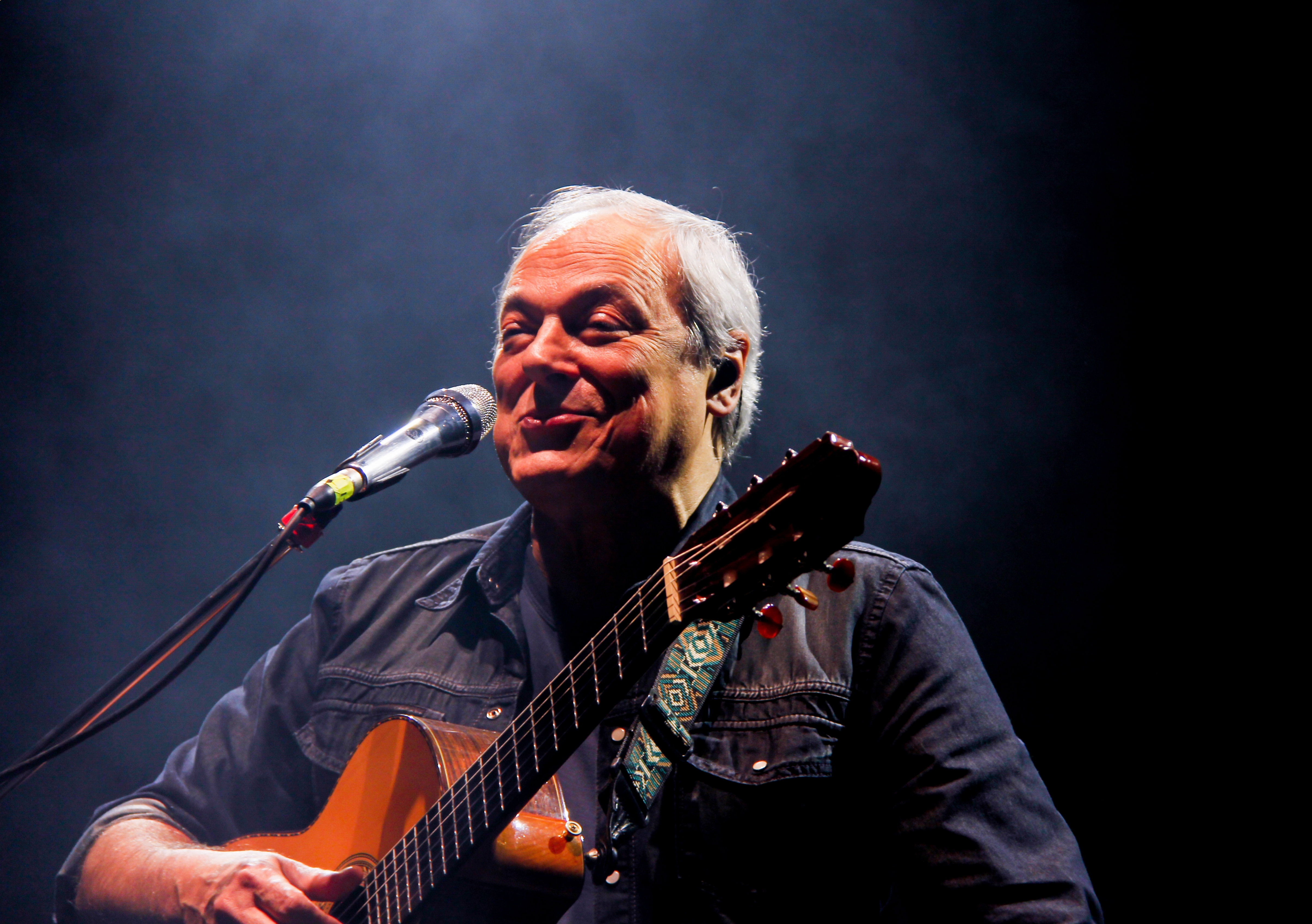
Toquinho

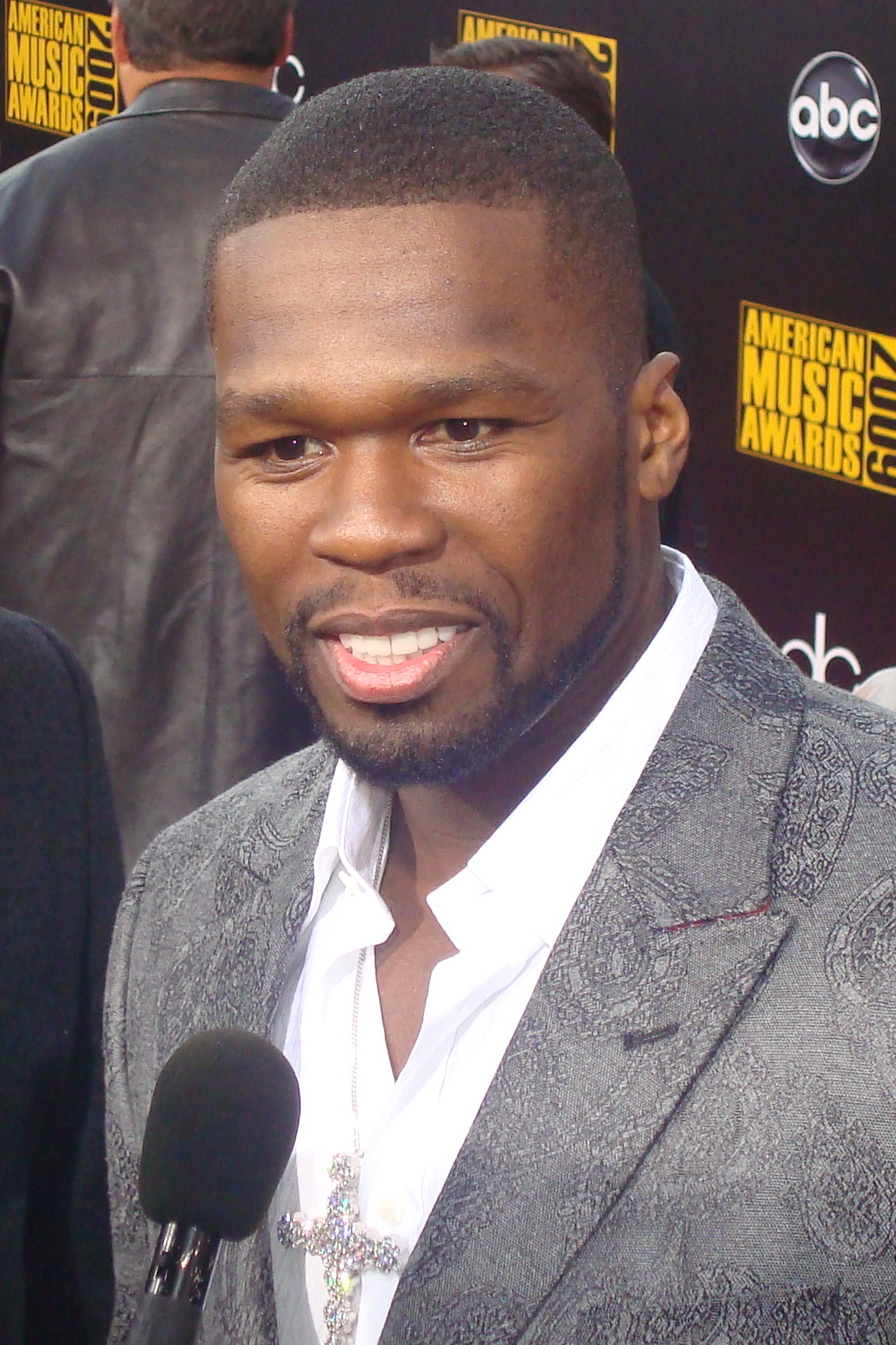
50 Cent

### Anteriores ao século XIX
- 1332 — Isabel de Burgh, 4.ª Condessa de Ulster (m. 1363).
- 1387 — Branca I de Navarra, rainha (m. 1441).
- 1423 — Antonio Manetti, matemático e arquiteto italiano (m. 1497).
- 1686 — Antoine de Jussieu, naturalista francês (m. 1758).
- 1766 — Alexander Wilson, poeta, ornitólogo e ilustrador escocês-americano (m. 1813)
- 1781 — Thomas Stamford Raffles, político britânico (m. 1826).
- 1785 — William Jackson Hooker, botânico britânico (m. 1865).
- 1789 — Maria Isabel de Bourbon, rainha das Duas Sicílias (m. 1848).
- 1796 — Nicolau 1.º da Rússia (m. 1855).

### Século XIX
- 1817 — Albert von Kölliker, fisiologista e anatomista suíço (m. 1905).
- 1825 — Joaquim Augusto Ribeiro de Sousa, ator, ensaiador, diretor e empresário teatral brasileiro (m. 1873).
- 1829 — Frederico VIII, Duque de Eslésvico-Holsácia (m. 1880).
- 1832 — Maximiliano do México (m. 1867).
- 1864 — Alberto Nepomuceno, compositor brasileiro (m. 1920).
- 1868 — Vitória de Gales, princesa britânica (m. 1935).
- 1874 — José Isaías de Noronha, militar brasileiro (m.1963).
- 1887
  - Marc Chagall, pintor e ceramista francês (m. 1985).
  - Annette Kellerman, nadadora australiana (m. 1975),
- 1888 — Eugen Rosenstock-Huessy, historiador alemão (m. 1973).
- 1891 — Earle S. MacPherson, engenheiro norte-americano (m. 1960).
- 1892 — Ignaz Epper, pintor e escultor suíço (m. 1969).
- 1897
  - Maximilian von Edelsheim, militar alemão (m. 1994).
  - Isaías Medina Angarita, político venezuelano (m. 1953).
- 1898 — Hanns Eisler, compositor austríaco (m. 1962).
- 1899 — Susannah Mushatt Jones, supercentenária norte-americana (m. 2016).

### Século XX

#### 1901–1950
- 1901 — Pável Rôtmistrov, político e militar russo (m. 1982).
- 1903 — Hugo Theorell, bioquímico sueco (m. 1982).
- 1906 — Cuth Harrison, automobilista britânico (m. 1981).
- 1907 — Frida Kahlo, pintora mexicana (m. 1954).
- 1910
  - René Le Grèves, ciclista francês (m. 1946).
  - Lothar Collatz, matemático alemão (m. 1990).
- 1912 — Heinrich Harrer, alpinista e geógrafo austríaco (m. 2006).
- 1914
  - Vincent J. McMahon, promotor estadunidense de luta profissional (m. 1984).
  - Otto Bumbel, futebolista e treinador de futebol brasileiro (m. 1998).
- 1920 — Fernando Pacheco de Amorim, antropólogo, publicista e político português (m. 1999).
- 1921
  - Bill Shirley, ator, cantor e produtor de teatro (m. 1989).
  - Nancy Reagan, atriz e primeira-dama norte-americana (m. 2016).
- 1923
  - Wojciech Jaruzelski, militar e político polonês (m. 2014).
  - Cathy O'Donnell, atriz norte-americana (m. 1970).
- 1924 — Louie Bellson, músico norte-mericano (m. 2009).
- 1925 — Bill Haley, músico norte-mericano (m. 1981).
- 1927
  - Janet Leigh, atriz e cantora norte-mericana (m. 2004).
  - Johannes Hendrikus Donner, escritor e enxadrista neerlandês (m. 1988).
- 1928
  - Bernard Malgrange, matemático francês (m. 2024).
  - Raul Sampaio, cantor e compositor brasileiro (m. 2022).
- 1931
  - Della Reese, atriz e cantora norte-mericana (m. 2017).
  - Rudolf Szanwald, futebolista austríaco (m. 2013).
- 1932
  - Herman Hertzberger, arquiteto neerlandês.
  - Phyllida Law, atriz britânica
- 1935 — Tenzin Gyatso, líder religioso tibetano.
- 1937
  - Vladimir Ashkenazy, maestro e pianista russo-islandês.
  - Michael Sata, político zambiano (m. 2014).
  - Ernesto Figueiredo, ex-futebolista português.
- 1938 — Luana Patten, atriz norte-americana (m. 1996).
- 1939
  - Thelma Reston, atriz brasileira (m. 2012).
  - Jet Harris, músico britânico (m. 2011).
- 1940 — Nursultan Nazarbayev, político cazaque.
- 1941
  - Luis Cruzado, futebolista peruano (m. 2013).
  - Pedro Carmona, economista e político venezuelano.
- 1942 — Eduardo Mascarenhas, médico e político brasileiro (m. 1997).
- 1944 — Claude-Michel Schönberg, produtor musical, ator, cantor e compositor francês.
- 1945
  - Burt Ward, ator norte-americano.
  - Lair Ribeiro, médico, professor e escritor brasileiro.
- 1946
  - George W. Bush, político norte-americano.
  - Sylvester Stallone, ator, diretor, produtor e roteirista norte-americano.
  - Toquinho, músico brasileiro.
- 1948
  - Arnaldo Baptista, músico e cantor brasileiro.
  - Nathalie Baye, atriz francesa.
- 1949 — Phyllis Hyman, atriz, cantora e compositora norte-americana (m. 1995).
- 1950
  - John Byrne, desenhista norte-americano.
  - Serge Pey, poeta e escritor francês.

#### 1951–2000
- 1951 — Geoffrey Rush, ator e produtor de cinema australiano.
- 1952
  - Thomas Sjöberg, ex-futebolista e treinador de futebol sueco.
  - Hilary Mantel, escritora e crítica literária britânica (m. 2022).
  - Grant Goodeve, ator e apresentador de televisão norte-americano.
- 1953 — Nanci Griffith, cantora e compositora norte-americana (m. 2021).
- 1954 — Brian Pallister, político canadense.
- 1955 — Sherif Ismail, engenheiro e político egípcio (m. 2023).
- 1956 — Matt Bahr, ex-jogador profissional de futebol americano estadunidense.
- 1957 — Lauro Corona, ator brasileiro (m. 1989).
- 1958 — Jennifer Saunders, atriz, comediante e escritora norte-americana.
- 1960 — Valerie Brisco-Hooks, ex-velocista norte-americana.
- 1963 — Sorin Matei, ex-atleta romeno.
- 1964 — Yang Young-ja, ex-mesa-tenista sul-coreana.
- 1966 — Brian Posehn, ator, dublador e roteirista norte-americano.
- 1967
  - David Whitmore, ex-jogador profissional de futebol americano estadunidense.
  - Heather Nova, cantora e compositora bermudense.
  - Brian Posehn, ator, roteirista e comediante norte-americano.
- 1969 — Brian Van Holt, ator norte-americano.
- 1970 — Roger Cicero, cantor alemão (m. 2016).
- 1973 — Giorgi Kinkladze, ex-futebolista georgiano.
- 1974
  - Babi Xavier, modelo, atriz e apresentadora brasileira.
  - Zé Roberto, ex-futebolista brasileiro.
  - Harley Marques, jogador de vôlei de praia brasileiro.
- 1975
  - 50 Cent, rapper norte-americano.
  - Vladimir Vasilj, ex-futebolista croata.
  - Léo, ex-futebolista brasileiro.
  - Sebastián Rulli, ator e modelo argentino.
  - Harlington Shereni, ex-futebolista zimbabuano.
- 1976
  - Rory Delap, ex-futebolista e treinador de futebol irlandês.
  - Modiri Marumo, ex-futebolista botsuanês.
  - Leonardo Machado, ator brasileiro (m. 2018).
- 1977
  - Ricardo Medina, Jr., ator norte-americano.
  - Audrey Fleurot, atriz francesa.
  - Max Mirnyi, ex-tenista bielorrusso.
  - Con Blatsis, ex-futebolista australiano.
- 1978
  - Adam Busch, ator norte-americano.
  - Hassan Roudbarian, ex-futebolista iraniano.
- 1979
  - Luize Altenhofen, modelo e apresentadora brasileira.
  - Fabrice Abriel, ex-futebolista francês.
  - Bernardo Melo Barreto, ator, cineasta, produtor e roteirista brasileiro.
  - Kevin Hart, ator norte-americano.
  - Luis Felipe Laverde, ciclista colombiano.
  - Luiza Coppieters, política brasileira.
- 1980
  - Pau Gasol, ex-jogador de basquete espanhol.
  - Eva Green, modelo e atriz francesa.
  - César Lucena, ex-futebolista e treinador de futebol brasileiro.
  - Kim Chung-tae, arqueiro sul-coreano.
- 1981
  - Marco Antonio Gimenez, ator brasileiro.
  - Roman Chirokov, ex-futebolista russo.
- 1982
  - Ricardo Nunes, futebolista português.
  - Misty Upham, atriz norte-americana (m. 2014).
  - Bruno Miguel, ator, cantor, compositor e dublador brasileiro.
- 1983 — Nicolás Vigneri, ex-futebolista uruguaio.
- 1984
  - Zhang Hao, patinador artístico chinês.
  - Luiza Gottschalk, apresentadora e atriz brasileira.
- 1985 — Thiago Humberto, futebolista brasileiro.
- 1986 — David Karp, empresário norte-americano.
- 1987
  - Caroline Trentini, modelo brasileira.
  - Kate Nash, cantora e compositora britânica.
- 1988 — Cody Fern, ator e diretor australiano.
- 1990
  - Jeremy Suarez, ator norte-americano.
  - Theyab Awana, futebolista emiratense (m. 2011).
  - Magaye Gueye, futebolista senegalês.
- 1991
  - Beatrice Chepkoech, meio-fundista queniana.
  - Ilya Pervukhin, canoísta russo.
- 1992
  - Daniel Villalva, futebolista argentino.
  - Mario Pineida, futebolista equatoriano.
- 1993
  - Mukuka Mulenga, futebolista zambiano.
  - Wilfried Kanon, futebolista marfinense.
- 1994
  - Ruben Guerreiro, ciclista português.
  - Jerry Smith, cantor e compositor brasileiro.
- 1996 — Mark Padun, ciclista ucraniano.
- 1997 — Juninho Capixaba, futebolista brasileiro.
- 1998 — Faitout Maouassa, futebolista francês.
- 1999
  - Chaikamon Sermsongwittaya, ator e cantor tailandês.
  - José Victor Pires, ator brasileiro.
- 2000 — Zion Williamson, jogador de basquete norte-americano.

### Século XXI
- 2004 — Dylan Kingwell, ator canadense.

## Mortes

### Anteriores ao século XIX
- 0649 — Goar de Aquitânia, bispo franco (n. c. 585).
- 0699 — Sexburga de Ely, rainha consorte, abadessa e santa inglesa (n. 620/630).
- 0918 — Guilherme 1.º da Aquitânia (n. 875).
- 1189 — Henrique 2.º da Inglaterra (n. 1133).
- 1218 — Eudo III, Duque da Borgonha (n. 1166).
- 1249 — Alexandre 2.º da Escócia (n. 1198).
- 1325 — Ismail 1.º de Granada (n. 1279).
- 1415 — Jan Hus, reformador religioso tcheco (n. 1369).
- 1476 — Johannes Müller von Königsberg, matemático e astrólogo alemão (n. 1436).
- 1535 — Thomas More, político e santo inglês (n. 1478).
- 1553 — Eduardo 6.º da Inglaterra (n. 1537).
- 1641 — Lívia Della Rovere, duquesa de Urbino (n. 1585).

### Século XIX
- 1809 — Antoine Charles Louis de Lasalle, general francês (n. 1775).
- 1871 — Castro Alves escritor brasileiro (n. 1847).
- 1893 — Guy de Maupassant, escritor francês (n. 1850).

### Século XX
- 1901 — Chlodwig Karl Victor zu Hohenlohe-Schillingsfürst, nobre e diplomata alemão (n. 1819).
- 1902 — Maria Goretti, mártir italiana (n. 1890).
- 1916 — Odilon Redon, pintor e artista gráfico francês (n. 1840).
- 1918 — Wilhelm von Mirbach, diplomata alemão (n.1871).
- 1920 — Luiz Vianna, magistrado e político brasileiro (n. 1846).
- 1934 — Nestor Makhno, anarquista ucraniano (n. 1888).
- 1944 — Chūichi Nagumo, almirante japonês (n. 1887).
- 1962 — William Faulkner, escritor estado-unidense (n. 1897).
- 1971 — Louis Armstrong, músico estado-unidense (n. 1901).
- 1972 — Brandon De Wilde, ator norte-americano (n. 1942).
- 1976 — Zhu De, revolucionário e marechal chinês (n. 1886).
- 1997 — Oswaldo Arthur Bratke, arquiteto brasileiro (n. 1907).
- 1998 — Roy Rogers, cantor e ator americano (n. 1911).
- 1999 — Joaquín Rodrigo, compositor e maestro espanhol (n. 1901).

### Século XXI
- 2002 — John Frankenheimer, diretor de cinema americano (n. 1930).
- 2004
  - Eric Douglas, ator e comediante americano (n. 1958).
  - Thomas Klestil, diplomata e político austríaco (n. 1932).
- 2005 — Claude Simon, escritor malgaxe (n. 1913).
- 2006 — Dante de Oliveira, engenheiro civil e político brasileiro (n. 1952).
- 2009 — Robert McNamara, político americano (n. 1916).
- 2010 — Matilde Rosa Araújo, escritora portuguesa (n. 1921).
- 2011 — Maria José Nogueira Pinto, jurista e política portuguesa (n. 1952).
- 2018 — Shoko Asahara, religioso budista japonês (n. 1955).
- 2019 — João Gilberto, músico, cantor e compositor brasileiro (n. 1931).
- 2020
  - Charlie Daniels, cantor, compositor, violinista e guitarrista americano (n. 1936).
  - Ennio Morricone, compositor italiano (n. 1928).
- 2022
  - Kazuki Takahashi, escritor e ilustrador japonês (n. 1961).
  - James Caan, ator e cantor americano (n. 1940).
  - Arnaldo Pambianco, ciclista de estrada italiano (n. 1935).
- 2023 — José Celso Martinez Corrêa, diretor, roteirista, ator e dramaturgo brasileiro (n. 1937).

## Feriados e eventos cíclicos

### Internacional
- Dia Internacional do Beijo
- Dia Internacional das Zoonoses
- Comores e Malawi — dia da Independência
- Início das Festas de São Firmino em Pamplona, Espanha

### Brasil
- Aniversário do município de Teresópolis, Rio de Janeiro
- Aniversário do município de Mocajuba, Pará
- Aniversário do município de Curaçá, Bahia
- Aniversário do município de Piratini, Rio Grande do Sul

### Cristianismo
- Goar de Aquitânia
- Maria Goretti
- Sexburga de Ely

## Outros calendários
- No calendário romano era o dia da véspera das nonas de julho.
- No calendário litúrgico tem a letra dominical E para o dia da semana.
- No calendário gregoriano a epacta do dia é xxi.